# Núria Codina i Ales
Núria Codina i Ales (Lleida, Segrià, 27 de setembre de 1973) és una atleta i professora catalana. Llicenciada en INEFC per la Universitat de Lleida, és especialista en curses d'ultra trail. Ha guanyat les edicions de 2018 i 2019 de la Copa Catalana de Curses d'Ultraresistència.
Als 12 anys va començar a fer atletisme i amb el temps va fer el salt de les curses d'asfalt a les de muntanya perquè «cada vegada m'agradaven més els recorreguts més llargs». El 2017 va córrer l'Ultra Trail del Mont Blanc. El 2018 va arribar la primer a la meta de l'Ultra Trail Muntanyes de la Costa Daurada (107 km i 4.600 m de desnivell positiu) després de 19 hores i 46 minuts corrent. El 2019 va completar l'exigent Tor des Géants (340 km i 24000 m de desnivell positiu) de la Vall d'Aosta en poc més de 134 hores.